# Aparammoecius phulcokiensis
Aparammoecius phulcokiensis är en skalbaggsart som beskrevs av Zdzisława Stebnicka 1986. Aparammoecius phulcokiensis ingår i släktet Aparammoecius och familjen Aphodiidae. Inga underarter finns listade i Catalogue of Life.